# Zähringerbrunnen

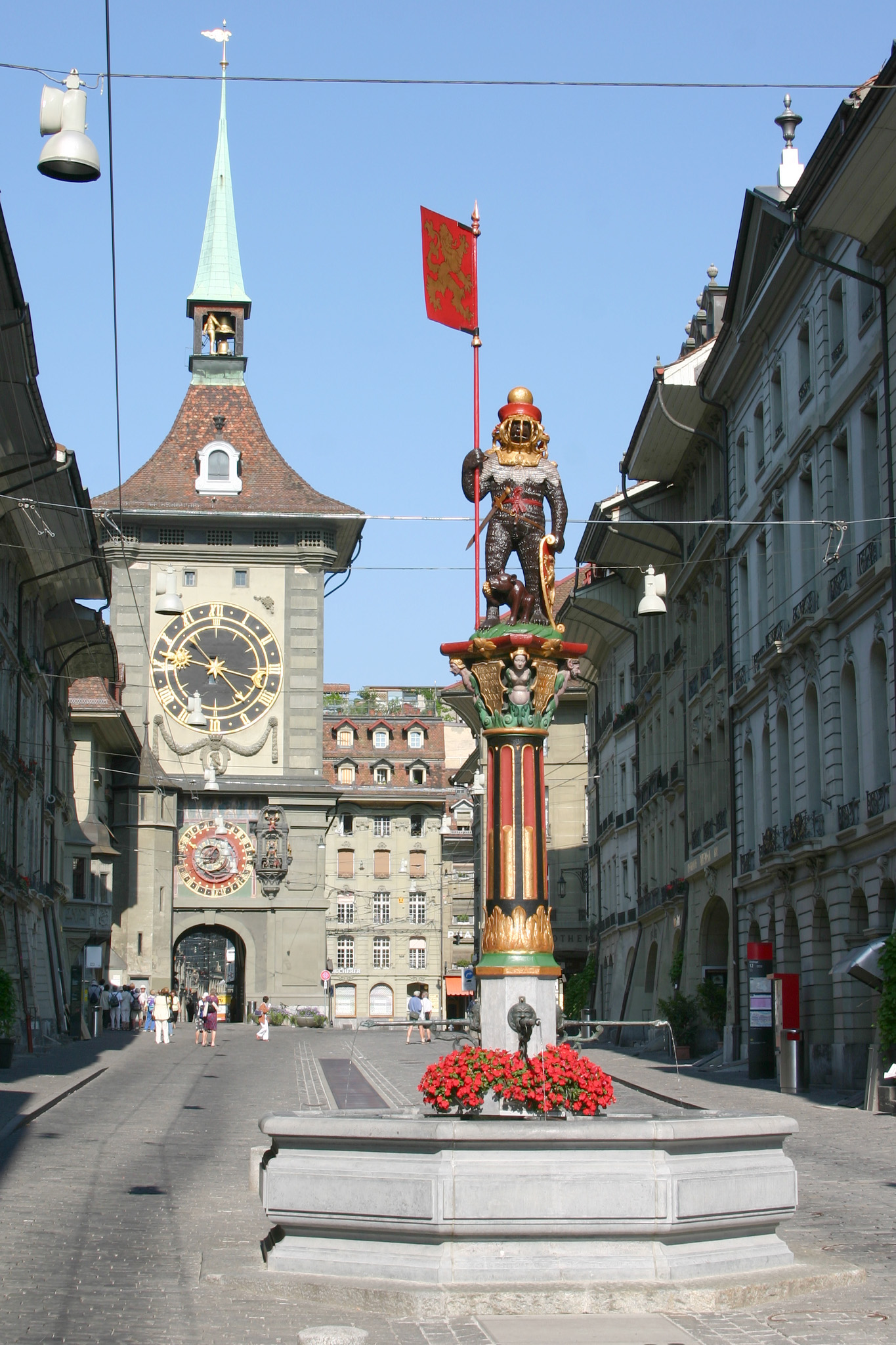
Der Zähringerbrunnen, im Hintergrund der Zytglogge-Turm

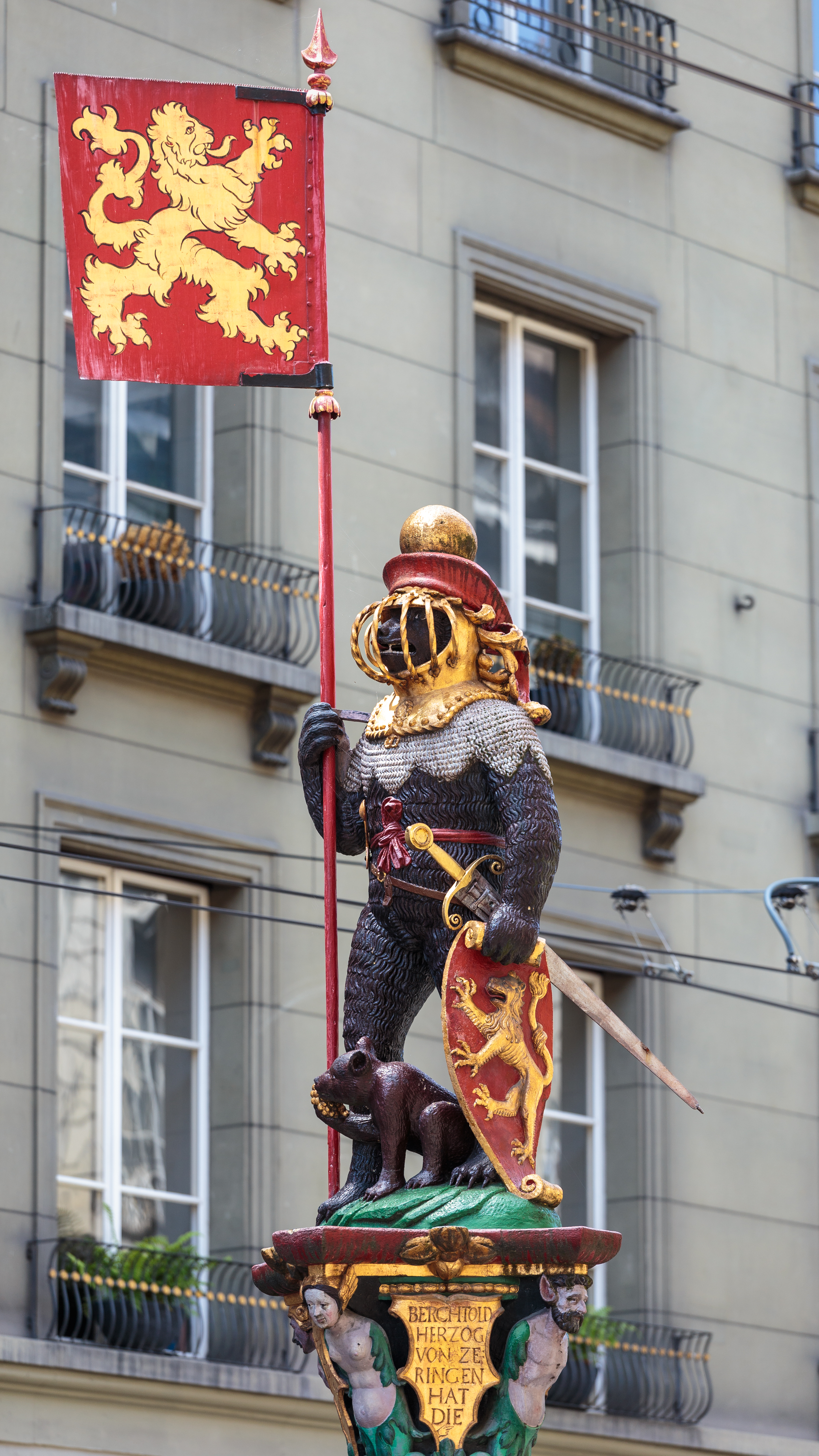
Bärenfigur(en) des Zähringerbrunnens

Der Zähringerbrunnen steht in der Kramgasse in der Altstadt der Stadt Bern und gehört zu den Berner Altstadtbrunnen aus dem 16. Jahrhundert.

## Geschichte
Er wurde 1535 von Hans Hiltprand errichtet und steht unterhalb des Zytglogge-Turms, vor Kramgasse Nr. 63/66. Der heutige Name des Brunnens kam erst im 19. Jahrhundert auf und erinnert an Berns Stadtgründer Berchtold V. von Zähringen. Daneben wurde die Anlage auch Finstergässlibrunnen oder Bärenbrunnen genannt.
Die Brunnenfigur ist ein stehender Bär mit Helm, in dessen Gürtel zwei Schwerter stecken. Die rechte Pranke hält ein Banner, die linke einen Schild. Banner und Schild zeigen einen goldenen Löwen auf rotem Grund. Es handelt sich um eine Wappenvariante, dia auch von den Zähringern geführt wurde. Zwischen den Beinen des grossen Bären sitzt ein Bärenjunges, das eine Traube verschlingt. Die Figur ist nach Osten ausgerichtet.
2014 wurde der Brunnen instand gesetzt.
Nicht zu verwechseln mit dem Zähringerbrunnen ist das Zähringerdenkmal im Nydegghöfli bei der Nydeggkirche.

## Trinkwasser
Das Trinkwassernetz von Energie Wasser Bern (ewb) versorgt den Brunnen mit Trinkwasser, dessen Qualität regelmässig überprüft wird.